# مناخ متوسطي

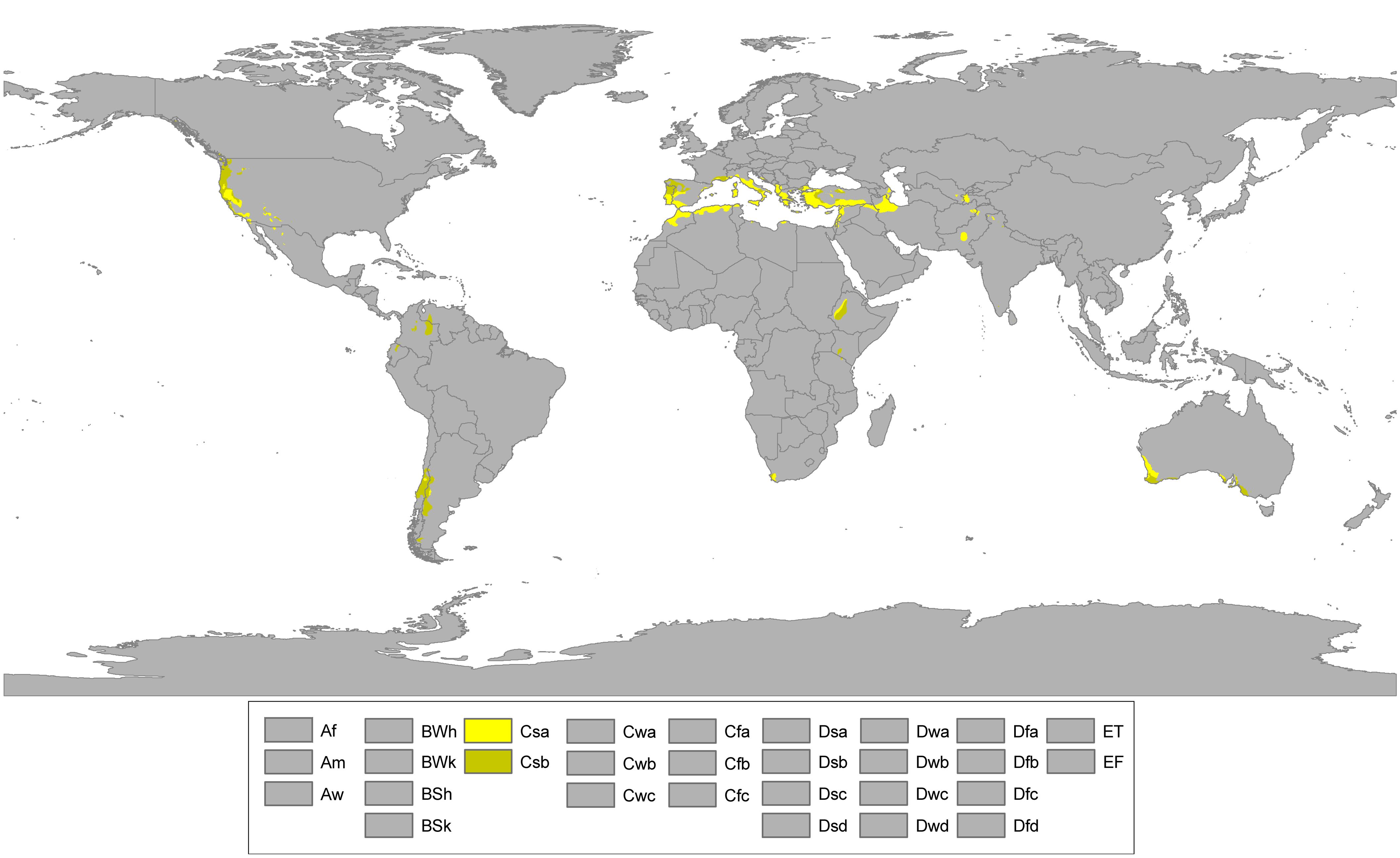
مناطق يسود فيها المناخ المتوسطي
مناخ متوسطي حار (Csa)
مناخ متوسطي دافئ (Csb)

المناخ المتوسطي أو مناخ الصيف الحار هو المناخ السائد في حوض البحر المتوسط.
يتم تعريف المناخ المتوسطي بشتاء ممطر مع صيف دافئ إلى حار. رغم أن تسمية المناخ تأتي من البحر المتوسط، منطقة حيث هذا المناخ جد شائع، فإنه حاضر في مناطق أخرى من الكوكب، مع تغيرات في التوزيع الحراري.
فبالإضافة إلى البحر المتوسط، يمكن معاينة هذا المناخ في غالبية كاليفورنيا بالولايات المتحدة الأمريكية، مناطق في غرب وجنوب أستراليا، جنوب غرب جنوب افريقيا وآسيا الوسطى وفي وسط تشيلي.
خارج الحوض المتوسطي، يتموقع المناخ المتوسطي جغرافيا غرب الكتل القارية غالباً، بين المناخ المحيطي بين القطبين، والمناخين الشبه قاحل والقاحل قرب خط الإستواء.
ومن هنا يستنتج أن المناخ المتوسطي هو مزيج بين المناخات الثلاث الآنفة الذكر، مع شتاء معتدل في المناخات المحيطية وصيف يقارب الفصل الجاف في المناطق القاحلة والشبه قاحلة.
أيضاً، يتجه هذا المناخ إلى أن يكون رطباً أكثر كلما اقتربنا من القطبين، وقاحلاً كلما ابتعدنا عنهما باتجاه خط الإستواء.

## الخصائص
يتميز المناخ المتوسطي بصيف جاف وشتاء رطب وممطر. وهو يتموقع بصفة عامة على الجوانب الغربية للقارات، تقريبا ما بين 30 و 45 درجة شمالا وجنوباً. يقترن المناخ المتوسطي عادة لخمسة أحزمة مرتفعات جوية كبرى للمحيطات: مرتفع الآصور، مرتفع جنوب الأطلسي، مرتفع شمال الهادئ، مرتفع جنوب الهادئ ومرتفع المحيط الهندي. أحزمة الضغط المرتفع هذه التي تسمى أعاصير عكسية، تدور باتجاه عقارب الساعة في نصف الكرة الشمالي، وعكسها في نصف الكرة الجنوبي. تسبب هذه الأعاصير العكسية في هبوط الهواء ودفعه إلى الإتجاه المعاكس، بحيث لا وجود لغيوم، جاعلة الأجواء صافية.
يقترن مرتفع الآصور بالمناخ المتوسطي في الحوض المتوسط، الصحراء الكبرى والصحراء العربية (وأيضا في جزر الآصور وجزر الخالدات وجزر أطلنتية شرقية أخرى). كما يقترن مرتفع جنوب الأطلسي بصحراء ناميب وصحراء كالاهاري، والمناخ المتوسطي بالجزء الغربي بجنوب افريقيا. مرتفع شمال الهادئ مرتبط بصحاري شمال أمريكا: صحراء موهافي، صحراء الحوض الكبير، صحراء سونوران وصحراء شيواوا، كذلك المناخ المتوسطي الموجود داخل كاليفورنيا. يرتبط مرتفع جنوب الهادئ بصحراء أتاكاما ومناخ وسط تشيلي، بينما يتحكم مرتفع المحيط الهندي بمناخ جنوب غرب أستراليا.
ترتبط معظم المدن الكبيرة التاريخية لحوض البحر المتوسط مثل أثينا، الجزائر العاصمة، طنجة، برشلونة، بيروت، إزمير، القدس، مرسيليا، روما وتونس بمناطق المناخ المتوسطي، كما المدن خارج الحوض المتوسط، مثل لشبونة، الدار البيضاء، كيب تاون، أديلايد، بيرث، سانتياغو، لوس أنجلس، سان دييغو، سان فرانسيسكو، طشقند ودوشنبه.

## تصنيف كوبن للمناخ
تحت تصنيف كوبن للمناخ، المناخ المتوسطي الحار (ذو الترميز Csa) ومناخات «الصيف المعتدل الجاف» (ذات الترميز Csb) غالبا ما ترمز للـمناخ المتوسطي. تمتاز المناطق المعتدلة (أو مناطق C) بدرجات حرارة أعلى من الصفر، لكن أقل من 18° مئوية خلال الأشهر الباردة. الحرف الثاني يعطي كمية التساقطات (s يمثل الصيف الجاف). عرف كوبن الشهر الصيفي الجاف على أنه ذو تساقطات أقل من 30 مم، وأحيانا 40 مم.
الحرف الثالث يبين درجة سخونة الصيف:
- الحرف a يمثل معدل الحرارة في الشهر الأسخن أعلى من 22° مئوية.
- الحرف b يمثل معدل الحرارة في الشهر الأبرد أدنى من 22° مئوية.

## النباتات
تكون النباتات الطبيعية بمجال المناخ المتوسطي متنوعة:
- الأحراش، ومن بين أشجارها السنديان والبلوط الأخضر.
- الغيول، حيث توجد أشجار من نوع القطلب والمصطكى والفلين.
- غابة الصنوبر، ومن بينها الصنوبر الحلبي...
- العرعر، واشجار الموالح، والكروم، والعنب.

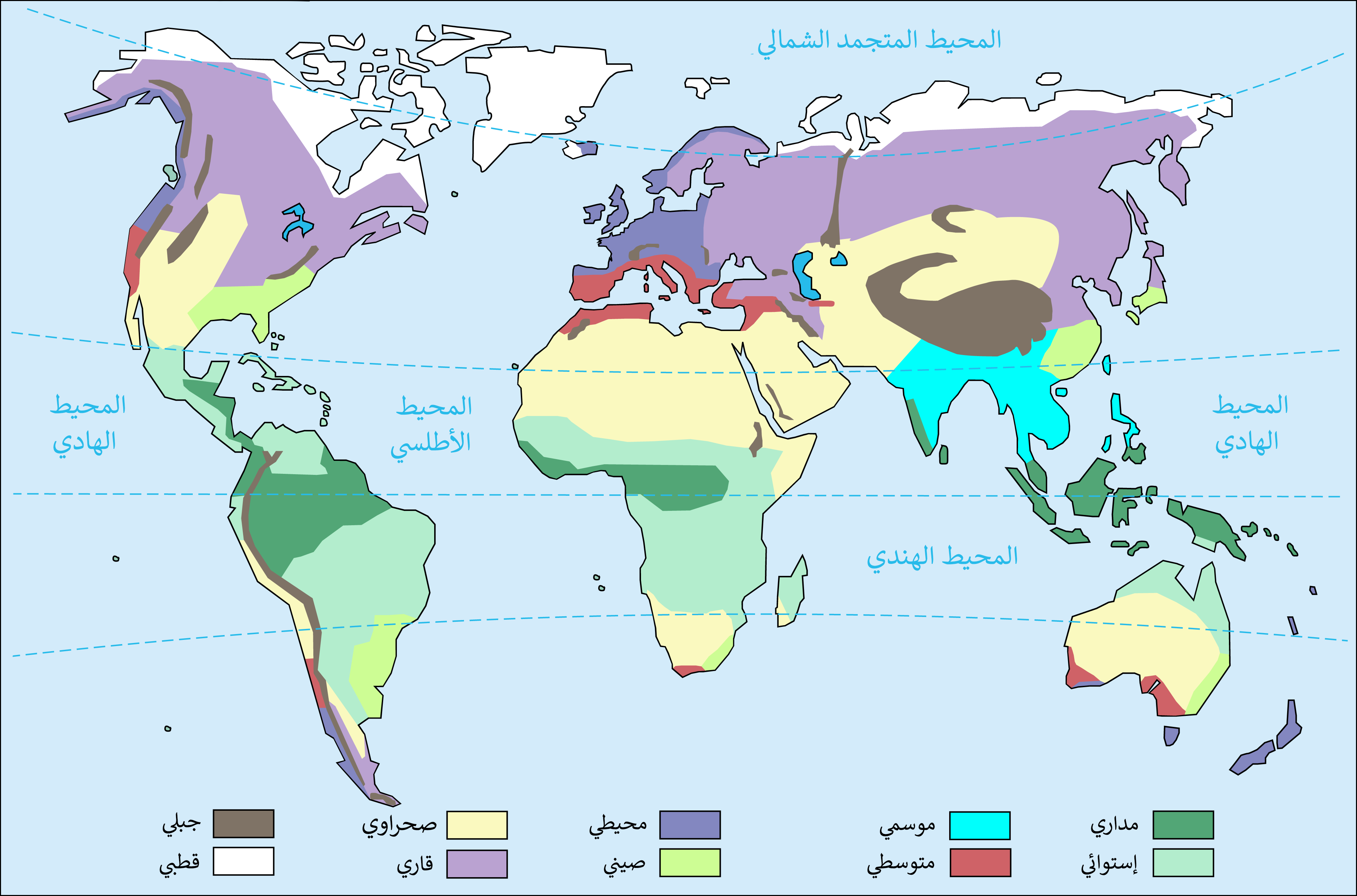
خريطة النطاقات المناخية.

- حشائش قصيرة تربى عليها الأغنام.

## أنواع المناخ

### مناخ متوسطي ذو صيف حار

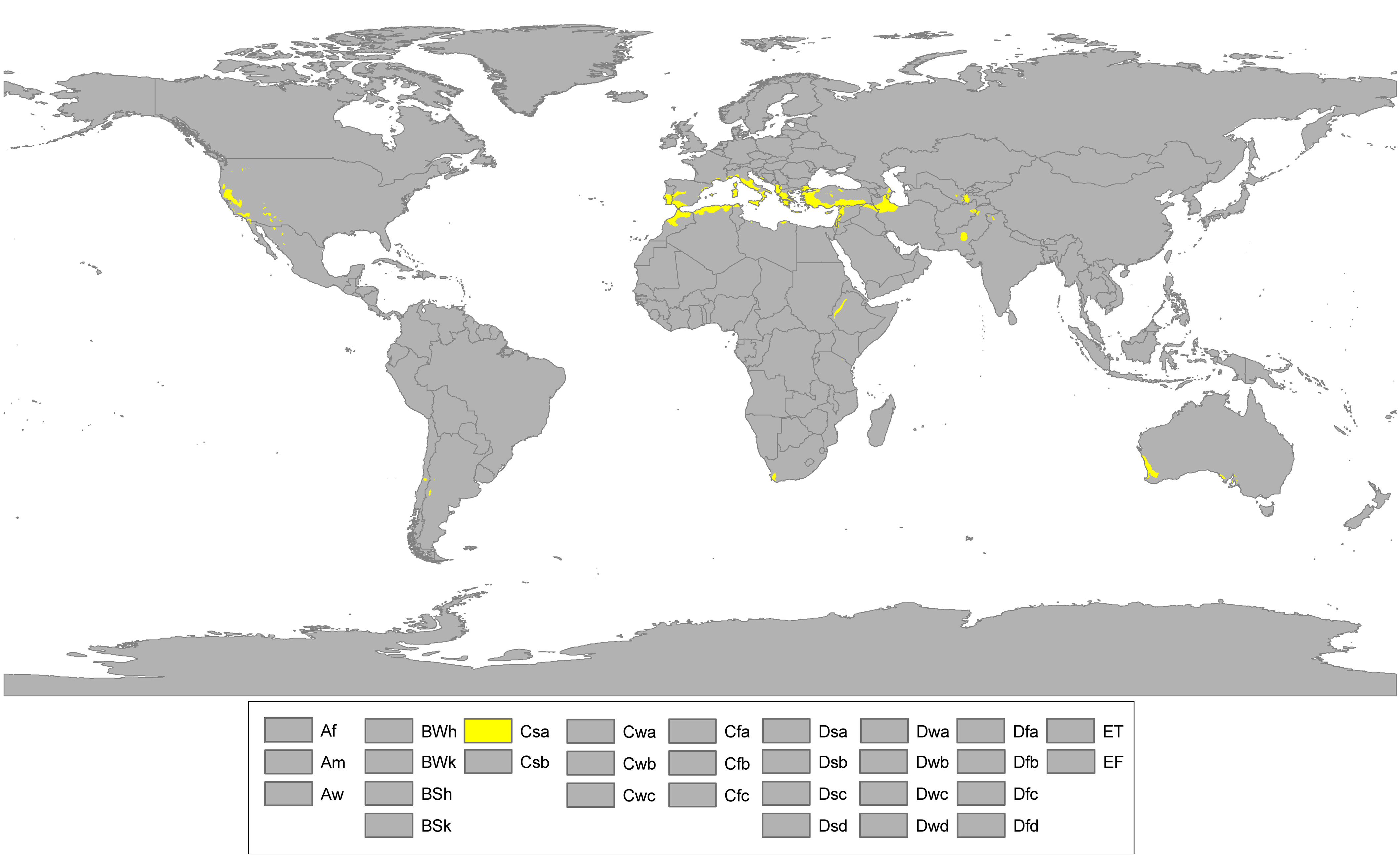
مناطق المناخ المتوسطي الحار (Csa)

المناخ المتوسطي الحار هو نوع من المناخ المتوسطي يرمز له حسب تصنيف كوبن للمناخ بـCsa، وهو النوع الشائع من المناخات المتوسطية، ولذلك يسمى أيضاً المناخ المتوسطي الشائع.

#### الخصائص
تتميز المناطق بهذا المناخ بمعدلات حرارية شهرية تصل إلى 22°م خلال الشهر الأكثر دفئا، ومعدل في الشهور الباردة يتراوح ما بين 18°م و–3°م، أو في بعض الأحيان ما بين 18°م و0°م. وكذلك يجب على الأقل أن تكون درجات الحرارة أعلى من 10°م خلال أربعة أشهر. عادة ما يكون فصل الصيف في مثل هذا النوع من المناخ  المتوسطي حاراً، أحيانا جد حار وجاف، كذلك شتاء معتدل ورطب.
وفي عدة أحيان يمكن أن يتشابه فصل الصيف في هذا المناخ مع الذي في المناخ  الصحراوي والمناخ  الشبه  القاحل، لكن لا تكون حرارته بنفس حرارة المناخين السابقين بسبب وجود مسطحات مائية كبيرة. كذلك يكون فصل الشتاء في كل المناطق الواقعة ضمن هذا المناخ رطبا ويمكن أن تهبط درجات الحرارة إلى مستويات متدنية مع احتمال سقوط ثلوج. تكون التساقطات المطرية غزيرة خلال الشهور الباردة، لكن تبقى أيام مشمسة صحوة في هذه الشهور.

#### التوزيع
يوجد المناخ المتوسطي الحار مبدئيا حول البحر المتوسط، جنوب غرب أستراليا، جنوب غرب جنوب افريقيا، مناطق من آسيا الوسطى، أجزاء من شمال إيران، داخل شمال كاليفورنيا غرب سييرا نيفادا، والمناطق الداخلية لجنوب أوريغون، غرب جبال الكاسكاد. تكون فصول الصيف حارة بجنوب كاليفورنيا، نظراً للتأثير المحادي لجزر القناة. يمكن أن تشهد تلك المناطق الساحلية مناخا متوسطيا ذا طابع حار مع مساحات ذات طابع دافئ على بعد أميال فقط.

#### أمثلة عن هذا المناخ
| مخطط المناخ لوس أنجلس | مخطط المناخ لوس أنجلس | مخطط المناخ لوس أنجلس | مخطط المناخ لوس أنجلس | مخطط المناخ لوس أنجلس | مخطط المناخ لوس أنجلس | مخطط المناخ لوس أنجلس | مخطط المناخ لوس أنجلس | مخطط المناخ لوس أنجلس | مخطط المناخ لوس أنجلس | مخطط المناخ لوس أنجلس | مخطط المناخ لوس أنجلس |
| --- | --------------------- | --------------------- | --------------------- | --------------------- | --------------------- | --------------------- | --------------------- | --------------------- | --------------------- | --------------------- | --------------------- |
| 01 | 02                    | 03                    | 04                    | 05                    | 06                    | 07                    | 08                    | 09                    | 10                    | 11                    | 12                    |
| 79 20 9 | 97 20 10              | 62 21 11              | 23 12                 | 6.6 24 14             | 2.3 26 16             | 0.3 28 18             | 1 29 18               | 6.1 28 17             | 17 26 15              | 26 23 11              | 59 20 9               |
| متوسط درجة-الحرارة °س مجاميع الهطل مم |                       |                       |                       |                       |                       |                       |                       |                       |                       |                       |                       |
| بالوحدات الإنكليزية \| 01 \| 02 \| 03 \| 04 \| 05 \| 06 \| 07 \| 08 \| 09 \| 10 \| 11 \| 12 \| \| 3.1 68 48 \| 3.8 69 49 \| 2.4 70 51 \| 0.9 73 53 \| 0.3 74 57 \| 0.1 78 60 \| 0 83 64 \| 0 84 64 \| 0.2 83 63 \| 0.7 78 59 \| 1 73 52 \| 2.3 68 47 \| \| متوسط درجة-الحرارة °ف مجاميع الهطول ″ \| \| \| \| \| \| \| \| \| \| \| \| |                       |                       |                       |                       |                       |                       |                       |                       |                       |                       |                       |
| 01 | 02                    | 03                    | 04                    | 05                    | 06                    | 07                    | 08                    | 09                    | 10                    | 11                    | 12                    |
| 3.1 68 48 | 3.8 69 49             | 2.4 70 51             | 0.9 73 53             | 0.3 74 57             | 0.1 78 60             | 0 83 64               | 0 84 64               | 0.2 83 63             | 0.7 78 59             | 1 73 52               | 2.3 68 47             |
| متوسط درجة-الحرارة °ف مجاميع الهطول ″ |                       |                       |                       |                       |                       |                       |                       |                       |                       |                       |                       |

| مخطط المناخ بيرث | مخطط المناخ بيرث | مخطط المناخ بيرث | مخطط المناخ بيرث | مخطط المناخ بيرث | مخطط المناخ بيرث | مخطط المناخ بيرث | مخطط المناخ بيرث | مخطط المناخ بيرث | مخطط المناخ بيرث | مخطط المناخ بيرث | مخطط المناخ بيرث |
| --- | ---------------- | ---------------- | ---------------- | ---------------- | ---------------- | ---------------- | ---------------- | ---------------- | ---------------- | ---------------- | ---------------- |
| 01 | 02               | 03               | 04               | 05               | 06               | 07               | 08               | 09               | 10               | 11               | 12               |
| 9.5 31 18 | 13 31 18         | 19 30 16         | 44 26 14         | 118 22 11        | 177 19 9         | 170 18 8         | 134 19 8         | 81 20 10         | 52 23 11         | 22 26 14         | 13 29 16         |
| متوسط درجة-الحرارة °س مجاميع الهطل مم |                  |                  |                  |                  |                  |                  |                  |                  |                  |                  |                  |
| بالوحدات الإنكليزية \| 01 \| 02 \| 03 \| 04 \| 05 \| 06 \| 07 \| 08 \| 09 \| 10 \| 11 \| 12 \| \| 0.4 87 64 \| 0.5 88 64 \| 0.8 85 62 \| 1.7 78 56 \| 4.6 72 51 \| 7 67 47 \| 6.7 65 46 \| 5.3 66 46 \| 3.2 68 49 \| 2.1 73 52 \| 0.9 79 57 \| 0.5 84 61 \| \| متوسط درجة-الحرارة °ف مجاميع الهطول ″ \| \| \| \| \| \| \| \| \| \| \| \| |                  |                  |                  |                  |                  |                  |                  |                  |                  |                  |                  |
| 01 | 02               | 03               | 04               | 05               | 06               | 07               | 08               | 09               | 10               | 11               | 12               |
| 0.4 87 64 | 0.5 88 64        | 0.8 85 62        | 1.7 78 56        | 4.6 72 51        | 7 67 47          | 6.7 65 46        | 5.3 66 46        | 3.2 68 49        | 2.1 73 52        | 0.9 79 57        | 0.5 84 61        |
| متوسط درجة-الحرارة °ف مجاميع الهطول ″ |                  |                  |                  |                  |                  |                  |                  |                  |                  |                  |                  |

### مناخ متوسطي بصيف دافئ

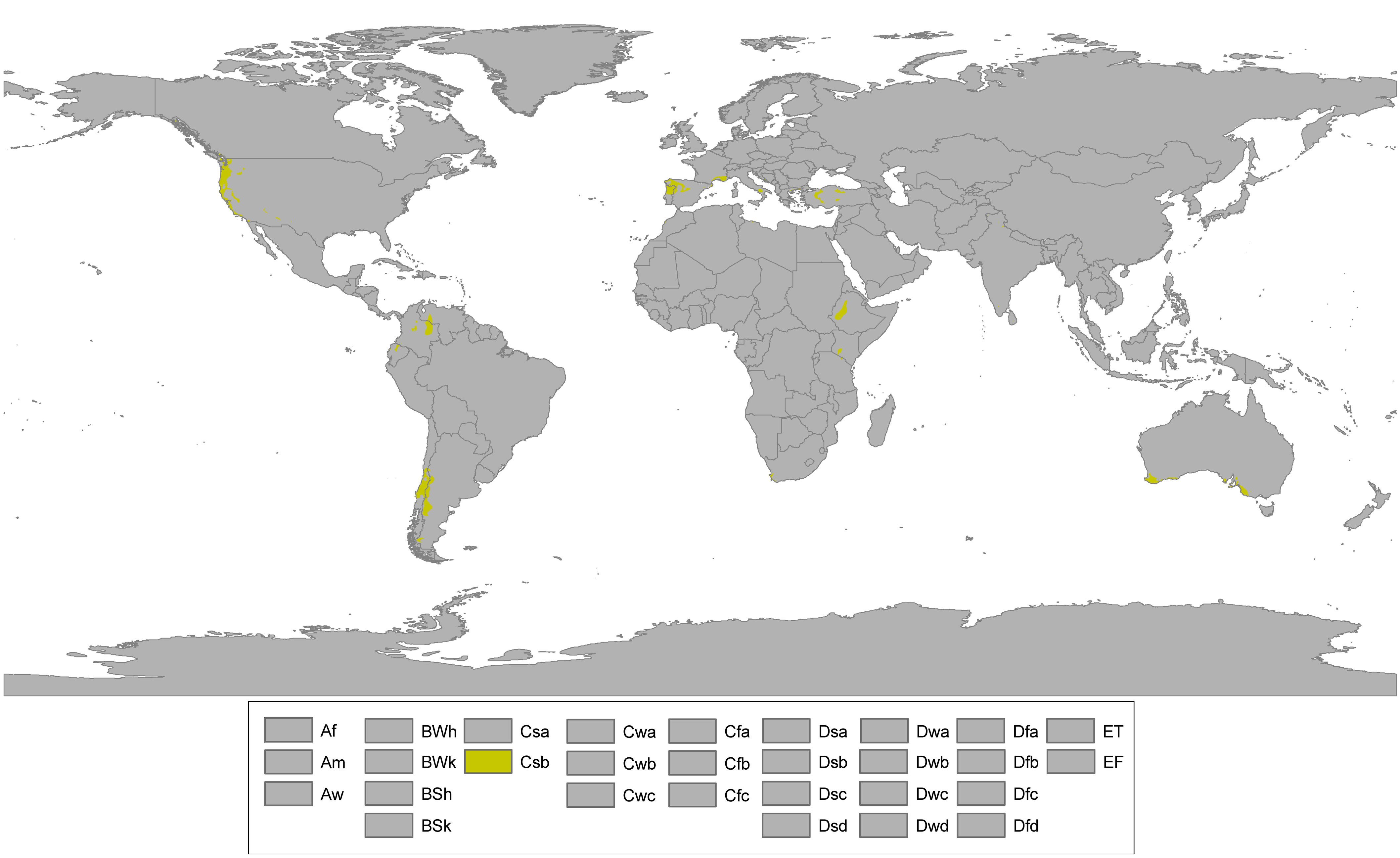
مناخ متوسطي دافئ (Csb)

المناخ المتوسطي الدافئ أو المناخ المتوسطي ذو الصيف المعتدل هو نوع من المناخات المتوسطية يرمز له حسب تصنيف كوبن للمناخ بـ Csb. ويعتبر هذا المناخ أقل شيوعاً عن نظيره الحار. يمكن تفسير سبب اعتدال الحرارة في هذا المناخ المتوسطي بتأثيرات الرياح المحيطية.

#### الخصائص
المناطق التي تقع ضمن هذا المناخ المتوسطي تعرف صيفاً دافئا (ليس حاراً) وجافاً، مع معدل شهري لا يتعدى 22°س للشهر الأكثر دفئا، ومعدل حراري بين 18°س و–3°س، أو ما بين 18°س و0°س. وتكون درجات الحرارة أعلى من 10°س خلال أربعة أشهر على الأقل.
يكون فصل الشتاء ممطرا ويمكن أن تكون حرارته من معتدلة إلى باردة. يمكن ملاحظة تساقطات ثلجية في بعض الاحيان على هذه المناطق. تحدث التساقطات المطرية خلال الفصل الأبرد، مع وجود أيام مشمسة صحوة.

#### التوزيع
يمكن إيجاد المناخ من نوع الـ Csb في شمالي شبه الجزيرة الإيبيرية، خصيصا غاليسيا، والبرتغال، ولايات كاليفورنيا، واشنطن وأوريغون، جزيرة فانكوفر بكندا، وسط تشيلي، أجزاء من جنوبي أستراليا، مناطق من جنوب غرب جنوب أفريقيا ومناطق من الساحل الأطلنتي للمغرب.

#### أمثلة عن هذا المناخ
| مخطط المناخ سان فرانسيسكو | مخطط المناخ سان فرانسيسكو | مخطط المناخ سان فرانسيسكو | مخطط المناخ سان فرانسيسكو | مخطط المناخ سان فرانسيسكو | مخطط المناخ سان فرانسيسكو | مخطط المناخ سان فرانسيسكو | مخطط المناخ سان فرانسيسكو | مخطط المناخ سان فرانسيسكو | مخطط المناخ سان فرانسيسكو | مخطط المناخ سان فرانسيسكو | مخطط المناخ سان فرانسيسكو |
| --- | ------------------------- | ------------------------- | ------------------------- | ------------------------- | ------------------------- | ------------------------- | ------------------------- | ------------------------- | ------------------------- | ------------------------- | ------------------------- |
| 01 | 02                        | 03                        | 04                        | 05                        | 06                        | 07                        | 08                        | 09                        | 10                        | 11                        | 12                        |
| 120 15 8 | 105 16 9                  | 86 17 10                  | 32 18 10                  | 14 19 11                  | 3.3 20 12                 | 1 20 12                   | 2.3 21 13                 | 7.1 22 13                 | 30 21 13                  | 84 18 10                  | 81 15 8                   |
| متوسط درجة-الحرارة °س مجاميع الهطل مم |                           |                           |                           |                           |                           |                           |                           |                           |                           |                           |                           |
| بالوحدات الإنكليزية \| 01 \| 02 \| 03 \| 04 \| 05 \| 06 \| 07 \| 08 \| 09 \| 10 \| 11 \| 12 \| \| 4.7 58 46 \| 4.1 61 49 \| 3.4 62 49 \| 1.3 65 50 \| 0.5 65 51 \| 0.1 68 53 \| 0 68 54 \| 0.1 69 56 \| 0.3 71 56 \| 1.2 70 55 \| 3.3 64 51 \| 3.2 59 47 \| \| متوسط درجة-الحرارة °ف مجاميع الهطول ″ \| \| \| \| \| \| \| \| \| \| \| \| |                           |                           |                           |                           |                           |                           |                           |                           |                           |                           |                           |
| 01 | 02                        | 03                        | 04                        | 05                        | 06                        | 07                        | 08                        | 09                        | 10                        | 11                        | 12                        |
| 4.7 58 46 | 4.1 61 49                 | 3.4 62 49                 | 1.3 65 50                 | 0.5 65 51                 | 0.1 68 53                 | 0 68 54                   | 0.1 69 56                 | 0.3 71 56                 | 1.2 70 55                 | 3.3 64 51                 | 3.2 59 47                 |
| متوسط درجة-الحرارة °ف مجاميع الهطول ″ |                           |                           |                           |                           |                           |                           |                           |                           |                           |                           |                           |

| مخطط المناخ كيب تاون | مخطط المناخ كيب تاون | مخطط المناخ كيب تاون | مخطط المناخ كيب تاون | مخطط المناخ كيب تاون | مخطط المناخ كيب تاون | مخطط المناخ كيب تاون | مخطط المناخ كيب تاون | مخطط المناخ كيب تاون | مخطط المناخ كيب تاون | مخطط المناخ كيب تاون | مخطط المناخ كيب تاون |
| --- | -------------------- | -------------------- | -------------------- | -------------------- | -------------------- | -------------------- | -------------------- | -------------------- | -------------------- | -------------------- | -------------------- |
| 01 | 02                   | 03                   | 04                   | 05                   | 06                   | 07                   | 08                   | 09                   | 10                   | 11                   | 12                   |
| 15 26 16 | 17 27 16             | 20 25 14             | 41 23 12             | 69 20 9              | 93 18 8              | 82 18 7              | 77 18 8              | 40 19 9              | 30 21 11             | 14 24 13             | 17 25 15             |
| متوسط درجة-الحرارة °س مجاميع الهطل مم |                      |                      |                      |                      |                      |                      |                      |                      |                      |                      |                      |
| بالوحدات الإنكليزية \| 01 \| 02 \| 03 \| 04 \| 05 \| 06 \| 07 \| 08 \| 09 \| 10 \| 11 \| 12 \| \| 0.6 79 60 \| 0.7 80 60 \| 0.8 78 58 \| 1.6 73 53 \| 2.7 69 49 \| 3.7 65 46 \| 3.2 64 45 \| 3 64 46 \| 1.6 67 48 \| 1.2 70 51 \| 0.6 74 56 \| 0.7 77 59 \| \| متوسط درجة-الحرارة °ف مجاميع الهطول ″ \| \| \| \| \| \| \| \| \| \| \| \| |                      |                      |                      |                      |                      |                      |                      |                      |                      |                      |                      |
| 01 | 02                   | 03                   | 04                   | 05                   | 06                   | 07                   | 08                   | 09                   | 10                   | 11                   | 12                   |
| 0.6 79 60 | 0.7 80 60            | 0.8 78 58            | 1.6 73 53            | 2.7 69 49            | 3.7 65 46            | 3.2 64 45            | 3 64 46              | 1.6 67 48            | 1.2 70 51            | 0.6 74 56            | 0.7 77 59            |
| متوسط درجة-الحرارة °ف مجاميع الهطول ″ |                      |                      |                      |                      |                      |                      |                      |                      |                      |                      |                      |

## معرض الصور

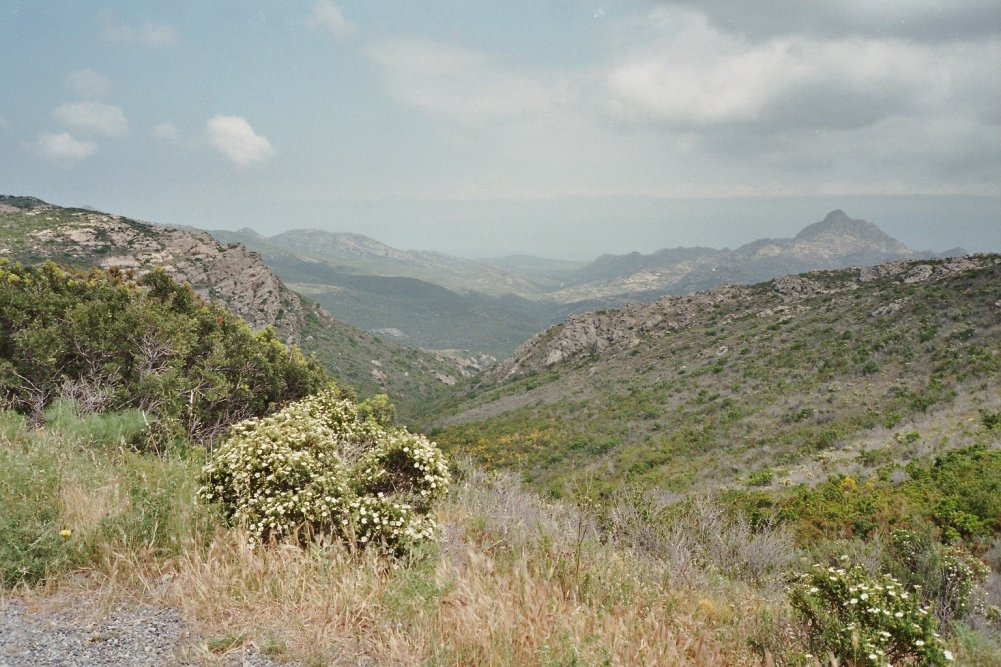
أشجار الماكيا
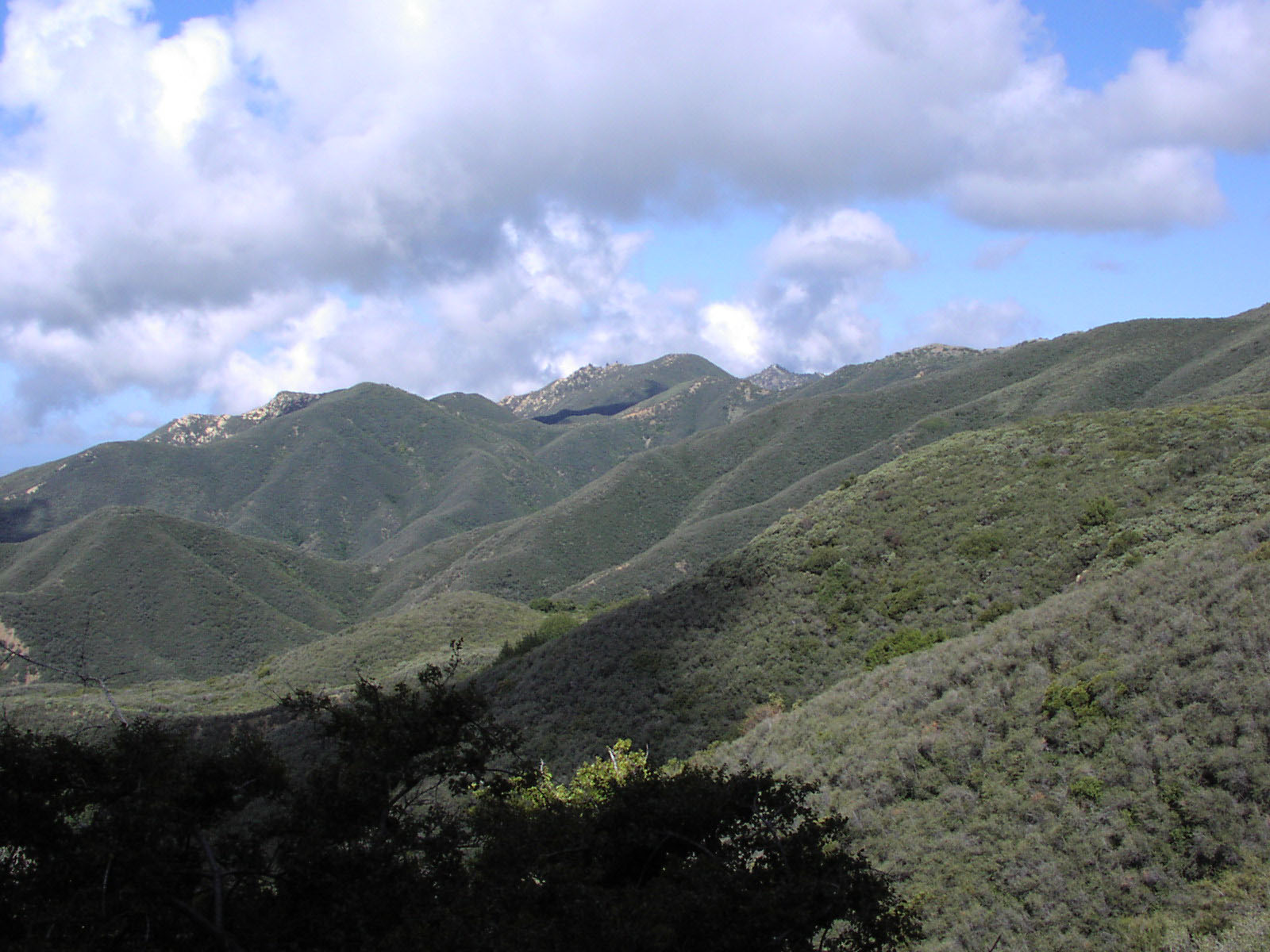
أشجار شابارال
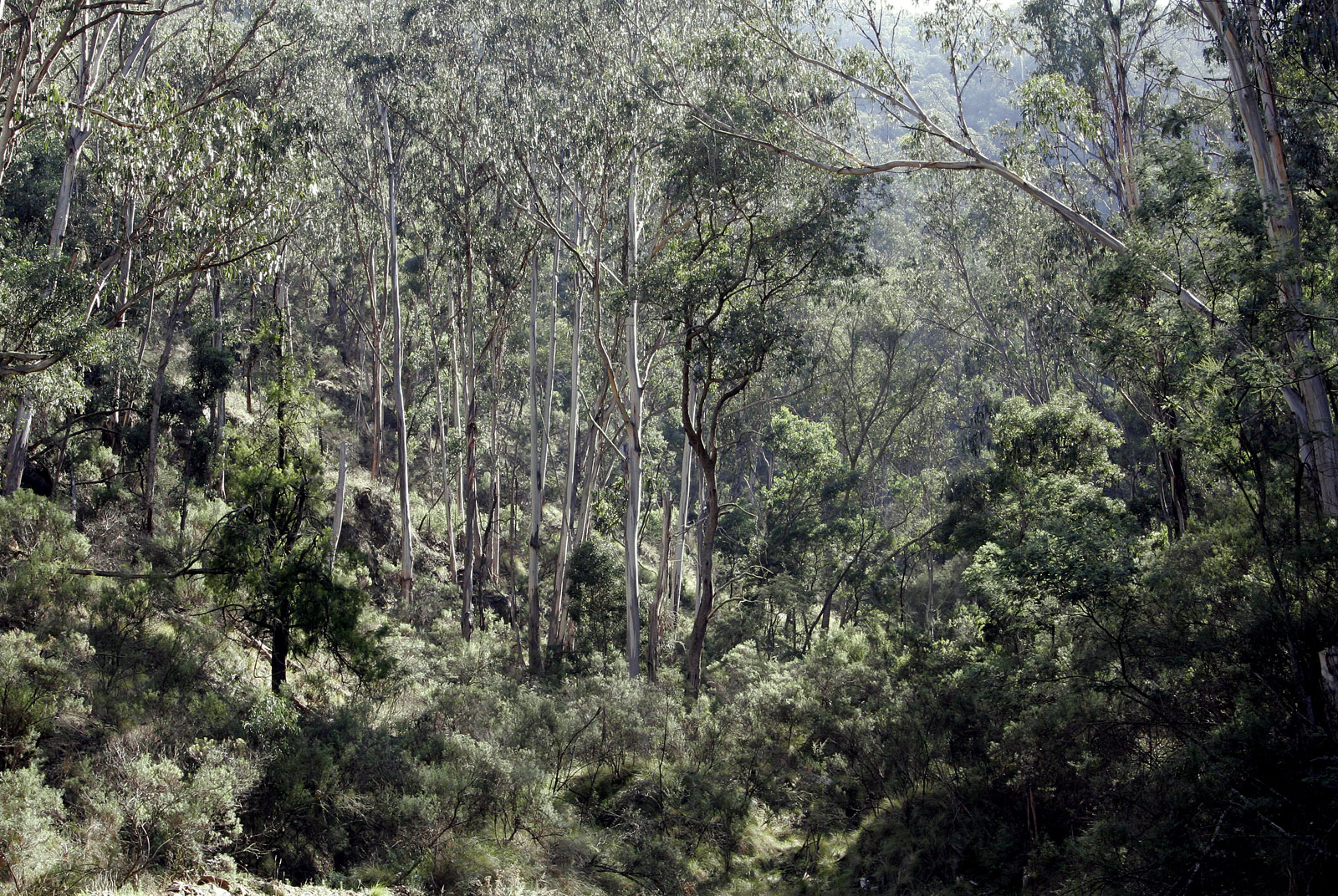
أشجار مميزة المناخ المتوسطي في أستراليا
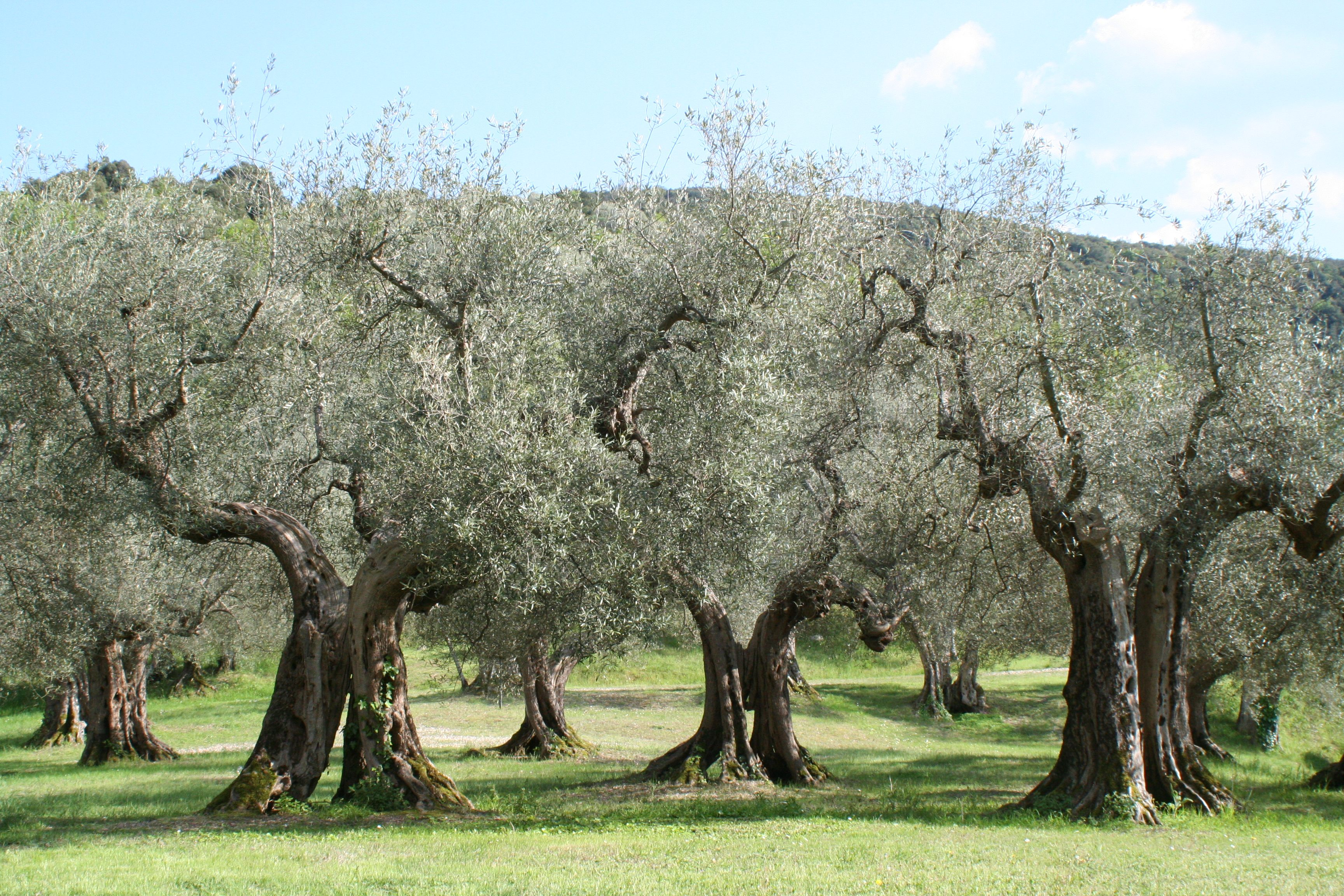
شجر الزيتون الذي يعتبر الشجرة الشائعة في المناخ المتوسطي
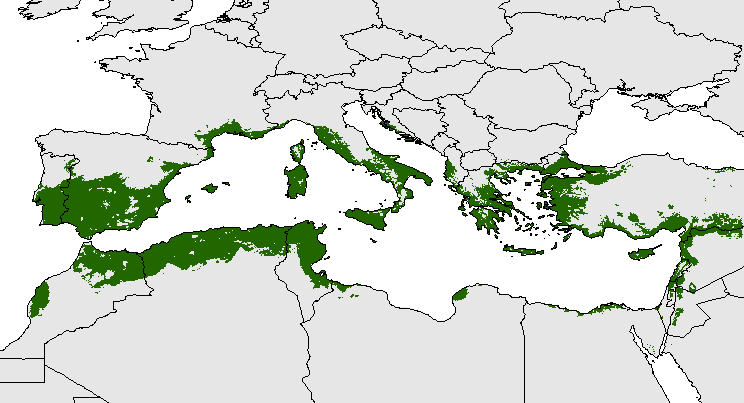
مناطق انتشار الزيتون تطابق تقريبا مناطق تواجد المناخ المتوسطي